# Бур-ан-Лаво
Бур-ан-Лаво (фр. Bourg-en-Lavaux) — громада  в Швейцарії в кантоні Во, округ Лаво-Орон.

## Географія
Громада розташована на відстані близько 75 км на південний захід від Берна, 9 км на південний схід від Лозанни.
Бур-ан-Лаво має площу 9,7 км², з яких на 24,4% дозволяється будівництво (житлове та будівництво доріг), 62,8% використовуються в сільськогосподарських цілях, 11,9% зайнято лісами, 0,9% не є продуктивними (річки, льодовики або гори).

## Демографія
2019 року в громаді мешкало 5343 особи (+7,9% порівняно з 2010 роком), іноземців було 22,2%. Густота населення становила 554 осіб/км².
За віковим діапазоном населення розподілялося таким чином: 19,4% — особи молодші 20 років, 59,8% — особи у віці 20—64 років, 20,8% — особи у віці 65 років та старші. Було 2333 помешкань (у середньому 2,3 особи в помешканні).
Із загальної кількості 1825 працюючих 318 було зайнятих в первинному секторі, 178 — в обробній промисловості, 1329 — в галузі послуг.